# Landtagswahlkreis Nordfriesland-Nord
Der Wahlkreis Nordfriesland-Nord (Wahlkreis 1) ist ein Landtagswahlkreis in Schleswig-Holstein. Der Wahlkreis umfasst Orte aus dem Kreis Nordfriesland. Zunächst waren dies neben der Stadt Westerland und den Ämtern Föhr-Amrum und Landschaft Sylt Teile des Amtes Südtondern Teil des Wahlkreises. Aus dem Amt Südtondern sind die Stadt Niebüll und die Gemeinden Leck, Dagebüll, Risum-Lindholm, Stedesand, Galmsbüll, Bosbüll, Braderup, Ellhöft, Holm, Humptrup, Lexgaard, Süderlügum, Uphusum, Aventoft, Friedrich-Wilhelm-Lübke-Koog, Klanxbüll, Neukirchen, Rodenäs und Emmelsbüll-Horsbüll.
Mit Ausnahme der Landtagswahlen 1988 und 1992, bei denen die SPD landesweit sämtliche Wahlkreise gewinnen konnte, stellte die CDU stets den Wahlkreissieger. Zudem ist der Wahlkreis eine Hochburg des SSW, der hier bei der Landtagswahl 2022 mit 12,0 % der Zweitstimmen sein landesweit  drittbestes Ergebnis (nach Flensburg und Flensburg-Land) erzielte. Hingegen musste die SPD hier mit 12,8 % ihr zweitschlechtestes Zweitstimmenergebnis (nach dem Flensburg-Land) hinnehmen.

## Neueinteilungen

### Zur Landtagswahl 2012
Zur Landtagswahl 2012 wurde das Gebiet des Wahlkreises erweitert, und zwar um alle übrigen Gemeinden des Amtes Südtondern sowie die zum Amt Mittleres Nordfriesland gehörenden Gemeinden Bargum, Bordelum, Goldebek, Goldelund, Högel, Joldelund, Kolkerheide, Langenhorn, Lütjenholm und Ockholm. Ferner wird in der Wahlkreisbeschreibung die Stadt Westerland durch die neue Gemeinde Sylt ersetzt. Gleichzeitig erhielt der bisher als Wahlkreis Südtondern bezeichnete Wahlkreis den heutigen Namen.

### Zur Landtagswahl 2017
Zur Landtagswahl 2017 wurde das Gebiet erneut verändert. Nun gehören außer Sylt, den Ämtern Föhr-Amrum, Landschaft Sylt und Südtondern auch das gesamt Amt Mittleres Nordfriesland und die Gemeinde Reußenköge zum Wahlkreis.

## Landtagswahl 2022
| Gegenstand der Nachweisung | Gegenstand der Nachweisung | Erst- stimmen | Erst- stimmen | Zweit- stimmen | Zweit- stimmen |
| Bewerber                   | Partei                     | Anzahl        | %             | Anzahl         | %              |
| -------------------------- | -------------------------- | ------------- | ------------- | -------------- | -------------- |
| Wahlberechtigte            | Wahlberechtigte            | 73.082        | 73.082        | 73.082         | 73.082         |
| Wähler                     | Wähler                     | 43.930        | 43.930        | 43.930         | 43.930         |
| Ungültige Stimmen          | Ungültige Stimmen          | 668           | 1,5           | 391            | 0,9            |
| Gültige Stimmen            | Gültige Stimmen            | 43.262        | 98,5          | 43.538         | 99,1           |
| davon                      |                            |               |               |                |                |
| Manfred Uekermann          | CDU                        | 18.733        | 43,3          | 20.196         | 46,4           |
| Hendrik Schwind-Hansen     | SPD                        | 6.869         | 15,9          | 5.590          | 12,8           |
| Andreas Tietze             | GRÜNE                      | 7.309         | 16,9          | 6.423          | 14,8           |
| Bernd Wigger               | FDP                        | 2.297         | 5,3           | 2.567          | 5,9            |
| Kurt Kleinschmidt          | AfD                        | 1.620         | 3,7           | 1.461          | 3,4            |
| Marvin Block               | DIE LINKE                  | 604           | 1,4           | 455            | 1,0            |
| Sybilla Nitsch             | SSW                        | 5.623         | 13,0          | 5.240          | 12,0           |
| –                          | PIRATEN                    |               |               | 172            | 0,4            |
| –                          | FREIE WÄHLER               | 126           | 0,3           |                |                |
| –                          | Die PARTEI                 | 205           | 0,5           |                |                |
| Daniel Krämer              | Z.                         | 207           | 0,5           | 162            | 0,4            |
| –                          | dieBasis                   |               |               | 481            | 1,1            |
| –                          | Die Humanisten             | 37            | 0,1           |                |                |
| –                          | Gesundheitsforschung       | 39            | 0,1           |                |                |
| –                          | Tierschutzpartei           | 320           | 0,7           |                |                |
| –                          | Volt                       | 65            | 0,1           |                |                |

Neben dem Wahlkreissieger Manfred Uekermann (CDU), der erstmals den Wahlkreis gewinnen konnte, wurde die Direktkandidatin des SSW, Sybilla Nitsch, über die Landeslisten ihrer Partei in den Landtag gewählt.

## Landtagswahl 2017
Die Landtagswahl in Schleswig-Holstein 2017 führte zu folgendem Ergebnis:
| Direktkandidat            | Partei                        | Erststimmen in % | Zweitstimmen in % |
| ------------------------- | ----------------------------- | ---------------- | ----------------- |
| Ingbert Liebing           | CDU                           | 45,3             | 35,7              |
| Hendrik Schwind-Hansen    | SPD                           | 26,1             | 23,0              |
| Andreas Tietze            | GRÜNE                         | 12,1             | 8,7               |
| Berthold Brodersen        | FDP                           | 6,4              | 10,6              |
| Christian Thiessen        | PIRATEN                       | 1,1              | 1,4               |
| Ulrich Stellfeld-Petersen | SSW                           | 6,8              | 8,2               |
| Daniel Hofmann            | Linke                         | 2,4              | 2,4               |
| –                         | FAMILIE                       | –                | 0,3               |
| Kaiken Wagner             | FW-SH                         | 0,8              | 0,4               |
| –                         | AfD                           | –                | 3,8               |
| –                         | Liberal-Konservative Reformer | –                | 0,1               |
| –                         | Die Partei                    | –                | 0,4               |
| Lasse Lorenzen            | Z.SH                          | 1,9              | 2,0               |

Neben dem Wahlkreissieger Ingbert Liebing (CDU), der das Mandat aber bereits am 28. Juni 2017 nach seiner Berufung zum Staatssekretär niederlegte, wurde der Direktkandidat der Grünen, Andreas Tietze, über die Landesliste seiner Partei in den Landtag gewählt.

## Landtagswahl 2012
Die Landtagswahl in Schleswig-Holstein 2012 führte zu folgendem Ergebnis:
| Direktkandidat            | Partei  | Erststimmen in % | Zweitstimmen in % |
| ------------------------- | ------- | ---------------- | ----------------- |
| Astrid Damerow            | CDU     | 41,59            | 36,16             |
| Gitta Trauernicht         | SPD     | 27,11            | 22,72             |
| Hermann Schaefer          | FDP     | 4,04             | 8,35              |
| Andreas Tietze            | GRÜNE   | 9,78             | 11,21             |
| Ulrich Stellfeld-Petersen | SSW     | 9,18             | 11,18             |
| Hansherbert Huberty       | LINKE   | 1,44             | 1,31              |
| Finn Inwersen             | PIRATEN | 6,85             | 7,31              |
| –                         | NPD     | –                | 0,45              |
|                           | FW-SH   | -                | 0,62              |
| –                         | FAMILIE | –                | 0,63              |
| –                         | MUD     | –                | 0,07              |

Neben der wiedergewählten Wahlkreissiegerin Astrid Damerow (CDU) wurden die Direktkandidaten der SPD (Gitta Trauernicht) und der Grünen (Andreas Tietze) über die Landeslisten ihrer Parteien in den Landtag gewählt.

## Landtagswahl 2009
Die Landtagswahl in Schleswig-Holstein 2009 führte zu folgendem Ergebnis:
| Direktkandidat        | Partei  | Erststimmen in % | Zweitstimmen in % |
| --------------------- | ------- | ---------------- | ----------------- |
| Astrid Damerow        | CDU     | 41,1             | 36,2              |
| Marion Sellier        | SPD     | 22,2             | 20,2              |
| Gudrun Eufinger       | FDP     | 9,6              | 14,1              |
| Andreas Tietze        | GRÜNE   | 11,6             | 11,6              |
| Mogens Langberg Lesch | SSW     | 10,1             | 10,6              |
| Rolf Hohenstein       | LINKE   | 3,5              | 3,6               |
| Andy Lippner          | PIRATEN | 1,3              | 1,3               |
| –                     | NPD     | –                | 0,7               |
| Reinhard Knof         | FW-SH   | 0,7              | 0,6               |
| –                     | RENTNER | –                | 0,4               |
| –                     | FAMILIE | –                | 0,5               |
| –                     | RRP     | –                | 0,1               |
| –                     | IPD     | –                | 0,1               |

Neben der erstmals gewählten Wahlkreissiegerin Astrid Damerow (CDU) wurde die Direktkandidaten der SPD (Marion Sellier) und der Grünen (Andreas Tietze) über die Landeslisten ihrer Parteien in den Landtag gewählt.

## Landtagswahl 2005
Die Landtagswahl 2005 ergab folgendes Ergebnisse:
| Gegenstand der Nachweisung | Gegenstand der Nachweisung | Erst- stimmen | Erst- stimmen | Zweit- stimmen | Zweit- stimmen |
| Bewerber                   | Partei                     | Anzahl        | %             | Anzahl         | %              |
| -------------------------- | -------------------------- | ------------- | ------------- | -------------- | -------------- |
| Wahlberechtigte            | Wahlberechtigte            | 42.885        | 42.885        | 42.885         | 42.885         |
| Wähler                     | Wähler                     | 27.808        | 27.808        | 27.808         | 27.808         |
| Ungültige Stimmen          | Ungültige Stimmen          | 1.128         | 4,1           | 364            | 1,3            |
| Gültige Stimmen            | Gültige Stimmen            | 26.680        | 95,9          | 27.444         | 98,7           |
| davon                      |                            |               |               |                |                |
| ?                          | SPD                        | 8.371         | 31,4          | 9.387          | 34,2           |
| Heinz Maurus               | CDU                        | 13.069        | 49,0          | 12.569         | 45,8           |
| ?                          | FDP                        | 1.283         | 4,8           | 1.499          | 5,5            |
| ?                          | GRÜNE                      | 1.390         | 5,2           | 1.299          | 4,7            |
| ?                          | SSW                        | 2.286         | 8,6           | 1.942          | 7,1            |
| –                          | NPD                        | –             | –             | 358            | 0,9            |
| –                          | FAMILIE                    | –             | –             | 157            | 0,6            |
| –                          | Übrige                     | 281           | 1,1           | 333            | 1,2            |

Der Wahlkreis wurde im Landtag durch den seit 1996 amtierenden Wahlkreisabgeordneten Heinz Maurus (CDU) vertreten, der das Mandat wegen der Ernennung zum Staatssekretär jedoch bereits am 27. April 2005 niederlegte.

## Bisherige Abgeordnete
Direkt gewählte Abgeordnete des Wahlkreises Südtondern bzw. Nordfriesland-Nord waren:
| Jahr | Direktkandidat    | Partei | Erststimmen in % |
| ---- | ----------------- | ------ | ---------------- |
| 2022 | Manfred Uekermann | CDU    | 43,3             |
| 2017 | Ingbert Liebing   | CDU    | 45,3             |
| 2012 | Astrid Damerow    | CDU    | 41,6             |
| 2009 | Astrid Damerow    | CDU    | 41,1             |
| 2005 | Heinz Maurus      | CDU    | 49,0             |
| 2000 | Heinz Maurus      | CDU    | 43,4             |
| 1996 | Heinz Maurus      | CDU    | 39,0             |
| 1992 | Gyde Köster       | SPD    | 41,6             |
| 1988 | Gyde Köster       | SPD    | 45,9             |
| 1987 | Peter Aniol       | CDU    | 43,6             |
| 1983 | Peter Aniol       | CDU    |                  |
| 1979 | Peter Aniol       | CDU    | 51,5             |
| 1975 | Hans Ingwersen    | CDU    | 54,0             |
| 1971 | Hans Ingwersen    | CDU    | 55,7             |
| 1967 | Ludwig Claussen   | CDU    | 50,4             |
| 1962 | Ludwig Claussen   | CDU    | 51,2             |
| 1958 | Ludwig Claussen   | CDU    | 49,9             |
| 1954 | Ludwig Claussen   | CDU    | 41,8             |
| 1950 | Ludwig Claussen   | CDU    | 36,6             |